# Wereldkampioenschappen baanwielrennen 1894

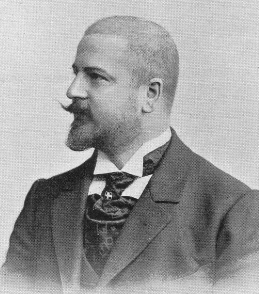
De eerste Duitse wereldkampioen August Lehr

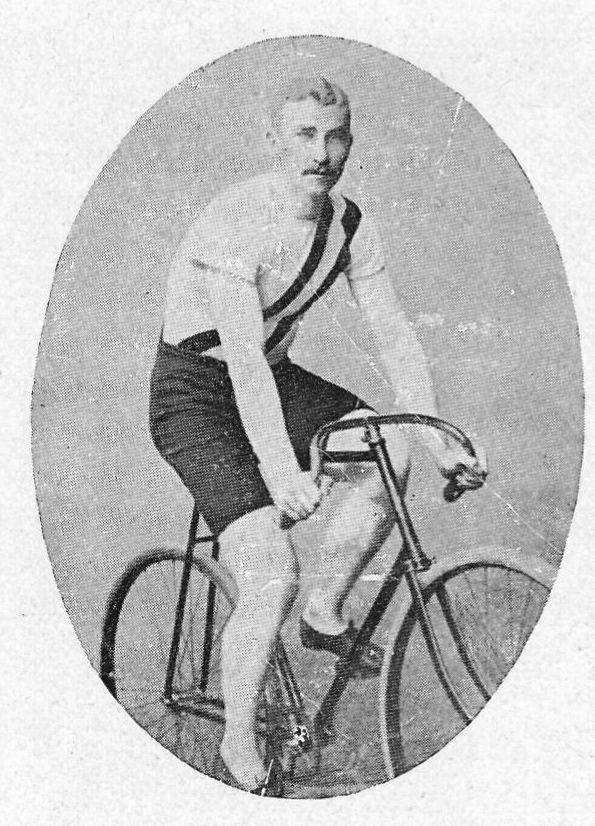
Jaap Eden

De wereldkampioenschappen baanwielrennen 1894 werden gehouden op 12 en 13 augustus 1894 in Antwerpen. Het waren de tweede wereldkampioenschappen, georganiseerd door de International Cycling Association (ICA), een voorloper van de UCI. De wedstrijd was uitsluitend voorbehouden aan amateurs.
Op 12 augustus werd de sprint over 1 Engelse mijl en een wedstrijd over 10 kilometer betwist. De dag erna stond de 100 kilometer stayeren op het programma. In de sprint zegevierde de Duitser August Lehr vóór de Nederlander Jaap Eden. Eden was de beste op de 10 kilometer in 16 min. 54 sec. Het stayeren werd gewonnen door de Noor Wilhelm Henie in 2 u. 35 min. 53 sec.

## Uitslagen[2]
| Wedstrijd      | Winnaar       | 2e         | 3e                  |
| -------------- | ------------- | ---------- | ------------------- |
| Sprint         | August Lehr   | Jaap Eden  | William Broadbridge |
| 10 km          | Jaap Eden     | John Green | Tommy Osborne       |
| 100 km stayers | Wilhelm Henie | Jack Green | Georges Van Oolen   |

Edities

1893 ·
1894 ·
1895 ·
1896 ·
1897 ·
1898 ·
1899 ·
1900 ·
1901 ·
1902 ·
1903 ·
1904 ·
1905 ·
1906 ·
1907 ·
1908 ·
1909 ·
1910 ·
1911 ·
1912 ·
1913 ·
1914 ·
1915 · 1916 · 1917 · 1918 · 1919 ·
1920 ·
1921 ·
1922 ·
1923 ·
1924 ·
1925 ·
1926 ·
1927 ·
1928 ·
1929 ·
1930 ·
1931 ·
1932 ·
1933 ·
1934 ·
1935 ·
1936 ·
1937 ·
1938 ·
1939 ·
1940 · 1941 · 1942 · 1943 · 1944 · 1945 ·
1946 ·
1947 ·
1948 ·
1949 ·
1950 ·
1951 ·
1952 ·
1953 ·
1954 ·
1955 ·
1956 ·
1957 ·
1958 ·
1959 ·
1960 ·
1961 ·
1962 ·
1963 ·
1964 ·
1965 ·
1966 ·
1967 ·
1968 ·
1969 ·
1970 ·
1971 ·
1972 ·
1973 ·
1974 ·
1975 ·
1976 ·
1977 ·
1978 ·
1979 ·
1980 ·
1981 ·
1982 ·
1983 ·
1984 ·
1985 ·
1986 ·
1987 ·
1988 ·
1989 ·
1990 ·
1991 ·
1992 ·
1993 ·
1994 ·
1995 ·
1996 ·
1997 ·
1998 ·
1999 ·
2000 ·
2001 ·
2002 ·
2003 ·
2004 ·
2005 ·
2006 ·
2007 ·
2008 ·
2009 ·
2010 ·
2011 ·
2012 · 
2013 · 
2014 · 
2015 · 
2016 · 
2017 · 
2018 · 
2019 · 
2020 · 
2021 · 
2022 · 
2023 ·
2024 ·
2025 ·

Onderdelen

Achtervolging (individueel) · 
afvalkoers · 
keirin · 
koppelkoers · 
omnium · 
ploegenachtervolging · 
puntenkoers · 
scratch · 
sprint · 
teamsprint ·  
tijdrijden

Voormalig:
stayeren ·
tandem